# Majzar (huyện)
Huyện Majzar là một huyện thuộc tỉnh Ma'rib, Yemen. Đến thời điểm năm 2003, huyện này có dân số 10477 người